# Angeline Quinto
Angeline Quinto, född 26 november 1989 i Manila, är en filippinsk sångerska och skådespelerska.

## Karriär
Quinto blev känd år 2011 efter att ha vunnit talangtävlingen Star Power. Efter det fick hon ett skivkontrakt med skivbolaget Star Records och släppte sitt självbetitlade debutabum Angeline Quinto. Hon har även spelat in flera låtar till TV och film, samt själv haft roller i flera TV-serier och i filmen Born to Love You från 2012.

## Diskografi

### Studioalbum
- 2011 - Angeline Quinto
- 2012 - Fall In Love Again
- 2013 - Higher Love

### Samlingsalbum
- 2012 - Walang Hanggan
- 2013 - Kahit Konting Pagtingin (film soundtrack)

## Filmografi
- 2012 - Born to Love You
- 2013 - Kahit Konting Pagtingin